# 大亨小傳 (2013年電影)
是一部2013年的美國歷史浪漫劇情電影。根據史考特·費茲傑羅於1925年的同名小說而改編。電影並由巴兹·鲁爾曼執導，並由李奧納多·狄卡皮歐飾演傑·蓋茲比，其他演員包括陶比·麥奎爾、嘉莉·慕萊根、喬爾·埃哲頓及伊莉莎白·戴比基。電影於2011年於澳洲取景，製作預算為1億9千萬美元。這部電影講述百萬富翁傑·蓋茲比及其鄰居尼克·卡拉威的時代與生平事跡，談及他在咆哮的二十年代於紐約州與蓋茨比的相遇。
電影由華納兄弟發行，原訂於2012年12月25日在美國上映，後來延至2013年5月10日上映，並於同年5月15日作為第66屆康城影展的非競賽開幕片上亮相。
此電影使影評人的意見兩極化，得到了演技、配樂、視覺風格及方向的讚賞，觀眾反應更為積極，原作者費茲傑羅的孫女更讚揚了這部電影，稱「史考特會為此感到驕傲。」截至2016年，這是編劇雷曼收入最高的電影，全球賺得3億5千萬美元。在第86屆奧斯卡金像獎頒獎典禮上，電影獲得兩項提名：最佳製作設計和最佳服裝設計，而嘉芙蓮·馬丁赢得奥斯卡「最佳藝術指導」及「最佳服裝設計」兩個獎項。著名的波里活演員阿米塔布·巴沙坎以這部電影中首次演出荷李活電影。

## 劇情
1929年12月，第一次世界大戰的老兵尼克·卡拉威正在精神病院接受酗酒的治療。他談及傑·蓋茲比，那個他曾見過最充滿希望的人。尼克的醫生鼓勵他把想法寫下來，因為寫作是尼克的熱情所在。
故事來到1922年的夏天，尼克放棄了寫作從美國中西部的故鄉來到紐約，他租了一個位於長島村莊的小房子，就在傑·蓋茲比的豪宅旁邊，那裡住了一個每晚舉行奢侈盛大宴會的神秘商業巨頭。一晚，尼克跟他的表妹黛西·布坎南及她的丈夫湯姆晚餐，黛西把他介紹給喬丹·貝克（Jordan Baker），希望為兩人牽紅線。當尼克回到家時，他看見蓋茲比站於碼頭上，朝著布坎南家的碼頭綠燈走去並遙望著試圖抓住什麼。
喬丹告訴尼克說，湯姆有一個秘密情婦住在灰燼之谷，那是個村莊與城市之間的工業垃圾傾倒場。「灰燼之谷」的象徵意味著道德和社會的衰落，那是由於人們不羈地追求財富的結果，而富有的人只顧自己的樂趣而放縱自己。尼克和湯姆來到灰燼之谷並把車停在喬治·威爾森（George Wilson）及其妻子麥特爾（Myrtle）的車庫中，而麥特爾亦是湯姆的情婦。稍後；尼克收到了蓋茲比的宴會邀請。到達後，尼克才得知他是唯一一個被邀請的賓客，而且並沒有賓客見過蓋茲比。派對中尼克遇到了喬丹，宴會上他們二人都見過蓋茲比。蓋茲比提出駕車到鎮上吃午餐，途中蓋茲比告訴尼克自己是來自美國中西部的富裕家庭，是牛津大學畢業生，亦是個戰爭英雄。他們到地下酒吧，蓋茲比把尼克介紹給他的生意夥伴邁爾·沃夫斯海姆（Meyer Wolfsheim）。
喬丹告訴尼克指蓋茲比跟黛西多年前有過一段情，並仍然愛著她......而他立志要成為富翁，他堅信是金錢背叛了心靈的貞潔，他在黛西的大宅對面建造起了一個豪宅。蓋茲比揮金如土，夜夜笙歌，一心只想引起黛西的注意，以挽回昔日失去的愛情。布坎南碼頭盡處的綠燈彷彿象徵著蓋茲比對未來的希望和夢想。蓋茲比利用它與黛西聯繫在一起，而他想接近綠燈的原因是象徵著他希望達到他的目標—黛西。蓋茲比請尼克邀請黛西去喝茶。蓋茲比與黛西尷尬的重聚後二人開始了婚外情。當黛西想要跟他一起遠走高飛，他卻希望黛西離婚，這讓他感到氣餒。蓋茲比要求尼克和喬丹陪他去布坎南的家，他打算在那裡告訴湯姆指黛西正要離開他。午餐期間，湯姆對蓋茲比與黛西開始懷疑，但黛西卻阻止蓋茲比向湯姆透露任何事情，並建議他們到廣場飯店乘涼。湯姆駕著蓋茲比的車載著尼克和喬丹，而蓋茲比駕著湯姆的車載著黛西。湯姆把車停在喬治的車庫，喬治告訴他指他跟麥特爾正在搬家，而且他懷疑妻子對他不忠。
在飯店，蓋茲比向湯姆告知他跟黛西的戀情。湯姆卻指責蓋茲比從來沒有上過牛津大學，他只是透過與流氓在走私酒類中賺了大錢。黛西說她同時愛著湯姆和蓋茲比，不能說自己從沒有愛過湯姆。最終，蓋茲比跟黛西都離開了。在喬治跟妻子麥特爾在不忠的問題上爭吵後，麥特爾跑到街上，被當時駕車的黛西撞死，卻被喬治誤認是湯姆撞死。當湯姆得知麥特爾死後，他卻告訴喬治那輛車是屬於蓋茲比的，而且他懷疑蓋茲比是麥特爾的情人。尼克推斷黛西才是司機，但蓋茲比打算承擔責任。尼克偷聽到黛西接受湯姆的承諾，指他會照顧一切的事，但卻沒有告訴蓋茲比。蓋茨比向尼克坦認他出生時身無分文，其真實姓名為詹姆斯·蓋特茲（James Gatz），他曾要求黛西等他，直到他有所成就。
翌日，蓋茲比在泳池中聽到電話響起，他認為那是黛西。就在他準備接聽之時，他就被喬治槍殺，接著喬治也引槍自盡。蓋茲比死後，尼克是除了記者以外唯一參與蓋茲比葬禮的人，尼克打電話到湯姆家，希望黛西可以去見蓋茲比最後一面，卻被接電話的管家阻攔沒有成功轉達，此時黛西和湯姆準備離開紐約到歐洲旅行。各媒體把蓋茲比描繪成為麥特爾的情人與殺手，整個城市的人和居民對他感到厭惡。尼克目睹了蓋茲比身邊人那些現實的虚情假意，深感厭惡。尼克被昔日蓋茲比對他所說的東西影響甚深，在最後一次走過蓋茲比荒廢的豪宅後便離開了，並反思蓋茲比那種心中充滿希望的能力。
在療養院中，尼克完成了他的回憶錄，原本標題為「蓋茲比」，他卻修改為「偉大的蓋茲比」。

## 角色
- 李奧納多·狄卡皮歐 飾 傑·蓋茲比（英语：Jay Gatsby）
  - 卡倫·麥克奧利菲 飾 年輕的傑·蓋茲比
- 陶比·麥奎爾 飾 尼克·卡拉威
- 嘉莉·慕萊根 飾 黛西·布坎南（英语：Daisy Buchanan）
- Emily Foreman 飾 帕米拉·“帕米”·布坎南（Pamela "Pammy" Buchanan）
- 喬爾·埃哲頓 飾 湯姆·布坎南
- 希瑟·米謝爾（英语：Heather Mitchell） 飾 黛西的母親
- 伊莉莎白·戴比基 飾 喬丹·貝克
- 艾拉·費雪 飾 麥特爾·威爾遜
- 傑森·克拉克 飾 喬治·威爾遜
- 阿米塔布·巴沙坎 飾 梅爾·沃夫謝姆
- 傑克·湯普森（英语：Jack Thompson (actor)） 飾 Dr. Walter Perkins
- 雅德蕾德·克萊門斯 飾 Catherine
- 理查德·卡特（英语：Richard Carter (actor)） 飾 Herzog
- 麥斯·庫倫（英语：Max Cullen） 飾 貓頭鷹眼（Owl Eyes）
- 布蘭登·麥克連（英语：Brendan Maclean） 飾 Ewing Klipspringer
- Gus Murray 飾 泰迪（Teddy Barton）
- 史蒂夫·比斯雷（英语：Steve Bisley） 飾 Dan Cody
- 文斯·科洛斯莫 飾 Michaelis
- 菲利克斯·威廉森（英语：Felix Williamson） 飾 Henri
- 凱特·穆凡尼（英语：Kate Mulvany） 飾 Mrs. Mckee
- Eden Falk 飾 Chester Mckee
- Nick Jantz 飾 Robert Stellenbosh
- iOTA（英语：Iota (singer)） 飾 Trimalchio
- Kahlia 及 Karinna Greksa 飾 The Twins

## 製作
在此版本的電影之前，史考特·費茲傑羅於1925年出版的同名小說已經有許多歌劇和其他的戲劇的改編版本。2008年12月，綜藝雜誌報導，此電影的改編將由巴兹·鲁爾曼執導。
鲁爾曼指由於電影的主題是批評富裕人士往往過著不負責任的生活方式，所以他計劃那是更新的版本。為了實現該項目，鲁爾曼與家人於2010年9月一起從澳洲搬到曼哈頓下城的雀兒喜，並打算在那裡開始拍攝此電影。當鲁爾曼於2011年1月出席《消費電子展》時，他告訴《荷里活報道》的記者指他曾以3D的方式製作此電影，然而他還未決定是否以這個格式拍攝。2011年1月下旬，鲁爾曼在決定留下之前表示對留在該項目上抱著懷疑的態度。
2010年，這部電影據報導是由索尼影業建立，然而到了2011年，華納兄弟已接近達成協議，對此電影提供資助並在全球發行。電影於2011年9月5日在悉尼的20世纪福克斯開拍，同年12月22日結束拍攝，並在2012年1月進行了一些補拍工作。

### 選角
鲁爾曼說在該電影試演工作坊的過程中，結果對他來說是「非常令人鼓舞的」。里安納度·狄卡比奧首先進行試演，飾演主角傑·蓋茲比。這是鲁爾曼和狄卡比奧繼1996年《羅密歐與茱麗葉之後現代激情篇》後的第二次合作。杜比·麥奎爾飾演尼克·卡拉威。2010年10月，有報導指雅曼達·施菲將會飾演電影的女主角黛西·布坎南。隨後一個月的《Deadline.com》報導指，鲁爾曼曾為許多女演員試鏡，包括姬拉·麗莉、莉碧嘉·荷爾、雅曼達·施菲、碧琪·麗芙莉、艾比·康尼殊、米雪·威廉絲、施嘉莉·祖安遜，還有妮妲莉·寶雯，飾演黛西·布坎南。不久之後，由於施嘉莉·祖安遜承諾演出卡梅倫·克羅的《翻身動物園》，於是她退出了。

## 评价
媒体综评55分，烂番茄新鲜度48%，获得两极化评价。
好评主要赞赏影片的时代感与精髓把握，“对上世纪20年代纽约城景的还原何止精妙，直教人目瞪口呆！今年暑期档中绝对不容错过的影片之一”，“导演跳出了剧情框架的限制和情节阻隔，做到了精神上与原著保持高度一致”，“有如一副印象派油画，虽然画面上的每帧每秒都是那样清晰而艳丽，但总体的模糊美感早已氤氲开来”；差评则是对导演的自我发挥意见颇多，“除了美轮美奂的美术幕景、时髦的配乐和摄影手法外，原著的主题精神已经荡然无存”，“通篇的舞台剧观感，即便演员们的台词娴熟至“条件反射”，却也没有任何真实情感蕴涵其中”。

## 票房
美国首周末收获5111万美元名列第二位，成为导演巴兹·鲁曼个人作品中的最好开画成绩。截止2013年8月20日，北美收获1.44亿，其他地区收 1.86亿，全球累计3.31亿美圆。
中国大陆首周三天收获2800万人民币列第六位；次周收3300万列第三。
| 上一届： 《鋼鐵人3》             | 2013年台北週末票房冠軍 第20周 | 下一届： 《玩命關頭6》 |
| 上一届： 《特種部隊2：正面對決》 | 2013年日本週末票房冠軍 第24周 | 下一届： 《地球過後》  |

## 獎項
| 頒獎典禮             | 獎項           | 名字                                                                                    | 結果 |
| -------------------- | -------------- | --------------------------------------------------------------------------------------- | ---- |
| 第67屆英國電影學院獎 | 最佳艺术設計   | Catherine Martin, Beverley Dunn                                                         | 獲獎 |
| 第67屆英國電影學院獎 | 最佳服裝設計   | Catherine Martin                                                                        | 獲獎 |
| 第67屆英國電影學院獎 | 最佳化妝和髮型 | Maurizio Silvi, Kerry Warn                                                              | 提名 |
| 第3屆澳洲電影學院獎  | 最佳電影       | 巴茲·雷曼、露西·费舍尔、道格拉斯·维克、凯瑟琳·马丁                                      | 獲獎 |
| 第3屆澳洲電影學院獎  | 最佳導演       | 巴茲·雷曼                                                                               | 獲獎 |
| 第3屆澳洲電影學院獎  | 最佳改編劇本   | 巴茲·雷曼、克雷格·皮尔斯                                                                | 獲獎 |
| 第3屆澳洲電影學院獎  | 最佳男主角     | 李奧納多·狄卡皮歐                                                                       | 獲獎 |
| 第3屆澳洲電影學院獎  | 最佳女主角     | 嘉莉·慕萊根                                                                             | 提名 |
| 第3屆澳洲電影學院獎  | 最佳男配角     | 喬爾·埃哲頓                                                                             | 獲獎 |
| 第3屆澳洲電影學院獎  | 最佳女配角     | 伊莉莎白·戴比基                                                                         | 獲獎 |
| 第3屆澳洲電影學院獎  | 最佳女配角     | 艾拉·費雪                                                                               | 提名 |
| 第3屆澳洲電影學院獎  | 最佳攝影       | Simon Duggan                                                                            | 獲獎 |
| 第3屆澳洲電影學院獎  | 最佳剪接       | Matt Villa, Jason Ballantine, and Jonathan Redmond                                      | 獲獎 |
| 第3屆澳洲電影學院獎  | 最佳原創音樂   | Craig Armstrong                                                                         | 獲獎 |
| 第3屆澳洲電影學院獎  | 最佳音效       | Wayne Pashley, Jenny Ward, Fabian Sanjurjo, Steve Maslow, Phil Heywood, and Guntis Sics | 獲獎 |
| 第3屆澳洲電影學院獎  | 最佳艺术設計   | Catherine Martin, Karen Murphy, Ian Gracie, and Beverley Dunn                           | 獲獎 |
| 第3屆澳洲電影學院獎  | 最佳服裝設計   | Catherine Martin, Silvana Azzi Heras, and Kerry Thompson                                | 獲獎 |
| 第86屆奥斯卡金像獎   | 最佳艺术設計   | Catherine Martin, Beverley Dunn                                                         | 獲獎 |
| 第86屆奥斯卡金像獎   | 最佳服裝設計   | Catherine Martin                                                                        | 獲獎 |